# Pacificothemis esakii
Pacificothemis esakii är en trollsländeart som beskrevs av Syoziro Asahina 1940. Pacificothemis esakii ingår i släktet Pacificothemis och familjen segeltrollsländor. Inga underarter finns listade i Catalogue of Life.